# Función cuantil

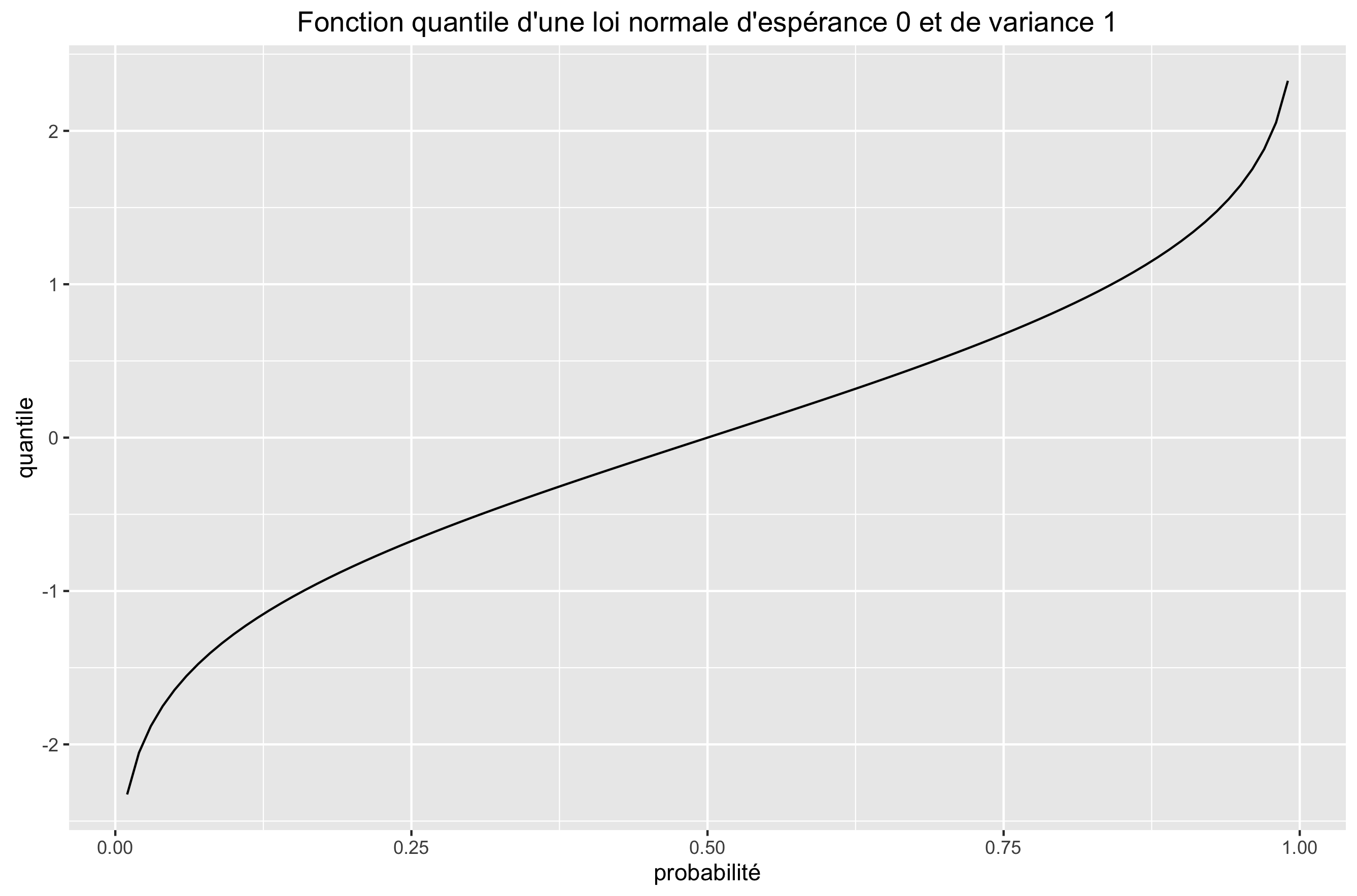
Este gráfico representa la función cuantil de una distribución normal de expectativa 0 y varianza 1.

En probabilidad y estadística, la función cuantil, asociada con la función de distribución de una variable aleatoria, indica el valor de la variable aleatoria para el cual la probabilidad de que esa variable aleatoria sea menor o igual a dicho valor sea la probabilidad dada. También es conocida como inversa de la función de distribución.

## Definición
Dada una función de distribución continua estrictamente monótona, {\displaystyle F:\mathbb {R} \to [0,1]}, la función cuantil, denotada por {\displaystyle F^{-1}}, devuelve el valor {\displaystyle x} tal que
{\displaystyle F_{X}(x)=\operatorname {P} [X\leq x]=p}
Si la distribución de probabilidad es discreta, en lugar de continua, entonces puede haber saltos entre los valores en el dominio de su función de distribución, mientras que si la función de distribución es monótona no estricta, puede haber "zonas llanas" (intervalos en los que el valor de la función se mantiene constante) en su rango. En cualquiera de los casos, la función no estaría bien definida, por lo que se establece la siguiente definición alternativa:
{\displaystyle F^{-1}(p)=\inf \left\{x\in \mathbb {R} :p\leq F(x)\right\}}
para una probabilidad {\displaystyle 0<p<1}, devolviendo la función cuantil el valor mínimo de {\displaystyle x} para el cual se mantiene la probabilidad anterior.

## Ejemplo
La función de distribución de una variable aleatoria {\displaystyle X\sim \operatorname {Exponencial} (\lambda )} está dada por
{\displaystyle F_{X}(x)=\operatorname {P} [X\leq x]=1-e^{-\lambda x}}
para {\displaystyle x\geq 0}. La función cuantil de {\displaystyle X\sim \operatorname {Exponencial} (\lambda )} se encuentra hallando el valor {\displaystyle x} para el cual
{\displaystyle 1-e^{-\lambda x}=p}
de donde se obtiene
{\displaystyle F^{-1}(p)={\frac {-\ln(1-p)}{\lambda }}}
para {\displaystyle 0\leq p<1}. Los cuartiles están dados por
primer cuartil:
{\displaystyle F^{-1}\left({\frac {1}{4}}\right)=-{\frac {\ln \left({\frac {3}{4}}\right)}{\lambda }}\,}
mediana: 
{\displaystyle F^{-1}\left({\frac {1}{2}}\right)=-{\frac {\ln \left({\frac {1}{2}}\right)}{\lambda }}}
tercer cuartil: 
{\displaystyle F^{-1}\left({\frac {3}{4}}\right)=-{\frac {\ln \left({\frac {1}{4}}\right)}{\lambda }}\,}

## Aplicaciones
Las funciones cuantiles se usan en aplicaciones estadísticas y métodos de Monte Carlo.
Para aplicaciones estadísticas, los usuarios necesitan saber puntos clave de porcentaje de una distribución dada. Por ejemplo, se necesita la mediana y los percentiles 25% y 75%, como en el ejemplo de arriba, o los niveles 5%, 95%, 2,5% y 97% para otras aplicaciones como cálculo de la significatividad estadística de una observación cuya distribución es desconocida (véase la entrada cuantil). Las aplicaciones estadísticas de las funciones cuantiles fueron estudiadas ampliamente por Gilchrist (2000).
Las simulaciones de Monte Carlo emplean funciones cuantiles para producir números aleatorios o pseudoaleatorios para su uso en distintos tipos de cálculos de simulación. Un ejemplo de una distribución dada puede obtenerse en principio aplicando su función cuantil a una muestra de una distribución uniforme. Las demandas, por ejemplo, de métodos de simulación en ingeniería financiera se centran en el incremento de la atención en métodos basados en las funciones cuantiles, así como funcionan bien con técnicas multivariantes basadas en cópulas o métodos de cuasi-Monte Carlo (Jaeckel, 2002) y métodos de Monte Carlo en finanzas.

## Cálculo
La evaluación de las funciones cuantiles involucran, a menudo, métodos numéricos, como en el ejemplo de la distribución exponencial de arriba es una de las pocas distribuciones donde se puede encontrar una forma cerrada (otros incluyen la distribución uniforme, la distribución de Weibull, la logística y la log-logística). Cuando la distribución de probabilidad tiene una forma cerrada, se puede usar siempre un algoritmo numérico, como el método de bisección para invertir la función de distribución. Otros algoritmos para evaluar las funciones cuantiles se dan en la serie de libros Numerical Recipes. Los algoritmos para distribuciones comunes están incluidos en muchos paquetes de software estadístico.
Las funciones cuantiles también pueden ser caracterizadas como las soluciones de una ecuación diferencial parcial ordinaria no lineal. Las ecuaciones diferenciales ordinarias para los casos de la distribución normal, la t de Student, la distribución beta y la distribución gamma se han planteado y resuelto (Steinbrecher y Shaw, 2008).

## La distribución normal
La distribución normal es, quizás, el caso más importante y, en ausencia de una fórmula simple, se usan representaciones aproximadas.Wichura (1988) y Acklam dieron una aproximación polinómica de manera rigurosa (véase su sitio en la sección de #Enlaces externos; también véase el artículo función probit). Shaw ha desarrollado aproximaciones racionales no compuestas (véase "Monte Carlo recycling" en la sección de "Enlaces externos").

### Ecuación diferencial ordinaria para el cuantil normal
Puede darse una ecuación diferencial no lineal para el cuantil normal, w(p). Esta es
{\displaystyle {\frac {d^{2}w}{dp^{2}}}=w\left({\frac {dw}{dp}}\right)^{2}}
con las condiciones centrales (límites)
{\displaystyle w\left(1/2\right)=0,\,}
{\displaystyle w'\left(1/2\right)={\sqrt {2\pi }}.\,}
Esta ecuación puede resolverse por varios métodos, incluyendo la aproximación clásica por series de potencias. Pueden desarrollarse desde estas soluciones de arbitraria alta exactitud (Steinbrecher y Shaw, 2008).

## La distribución t de Student
Este ha sido históricamente uno de los casos más intratables, en virtud de que la presencia de un parámetro, ν, los grados de libertad, hacen difíciles el uso de aproximaciones racionales y otras. Existen fórmulas simples cuando ν = 1, 2, 4 y el problema puede reducirse a la solución de un polinomio cuando ν está dado. En otros casos, las funciones cuantiles pueden desarrollarse como series de potencias (véase Shaw (2006) para más detalles). Los casos más simples son como siguen:

### ν = 1 (distribución de Cauchy)
{\displaystyle F^{-1}(p)=\tan(\pi (p-1/2))\!}

### ν = 2
{\displaystyle F^{-1}(p)={\frac {2p-1}{\sqrt {2p(1-p)}}}\!}

### ν = 4
{\displaystyle F^{-1}(p)=\operatorname {sign} (p-1/2){\sqrt {q-4}}\!}
donde
{\displaystyle q={\frac {4}{\sqrt {\alpha }}}\cos \left({\frac {1}{3}}\arccos \left({\sqrt {\alpha }}\,\right)\right)\!}
y
{\displaystyle \alpha =4p(1-p).\!}

## Ecuaciones diferenciales no lineales para las funciones cuantiles
La ecuación diferencial ordinaria no lineal dada por la distribución normal es un caso especial de las que están disponibles para cualquier función cuantil cuya segunda derivada exista. En general, la ecuación para un cuantil, Q(p), puede darse. Ella es:
{\displaystyle {\frac {d^{2}Q}{dp^{2}}}=H(Q)\left({\frac {dQ}{dp}}\right)^{2}}
aumentada por apropiadas condiciones límite, donde
{\displaystyle H(x)=-{\frac {d\log[f(x)]}{dx}}}
y ƒ(x) es la función de densidad de probabilidad. Las formas de esta ecuación y su análisis clásico por series y soluciones asintóticas, para los casos de las distribuciones normal, Student, gamma y beta se han dado a conocer por Steinbrecher y Shaw (2008). Tales soluciones proporcionan puntos de referencia exactos y, en el caso de la Student, series apropiadas para el uso directo de Monte Carlo.